# Eduard Held
Eduard Held (13. března 1864 Nový Šidlov – 3. května 1937 Zákupy) byl podnikatel a předválečný starosta města Zákupy.

## Životopis

### Mládí
Narodil roku 1864 v rodině baráčníků v Novém Šidlově nedaleko Zákup.

### Podnikatel
Podnikat začal v roce 1880 zprvu jako malý živnostník  se sběrem starého papíru, který po úpravě používal po roce 1882 pro výrobu papírových sáčků. Firmu „Erste österreichische Pathenbrief- und Luxuspapier-Fabrik“  („První rakouská továrna na patentní listy a luxusní papír“) založil roku 1884..Na zákupském náměstí (dnes náměstí Svobody) získal se synem budovu bývalého hostince a začali zde roku 1888 s výrobou ve větším - kmotrovské listy, navštívenky a církevní obrázky. Po roce 1910 budovu přestavěl a později zde vybudoval řadu přístaveb. V období I. republiky v budově, nazývané dodnes Heldovka zaměstnával s pomocí svých synů až 200 lidí. Rozšířil sortiment o karnevalové a jiné druhy zboží. Firmy měla pobočky v durynském městě Lauscha, ve Vídni, Budapešti a Záhřebu. 

### Politik
Byl starostou města Zákupy v letech 1901 až 1906 a znovu v letech 1912–1928, tedy zhruba 20 let. V roce 1928 byl jmenován čestným občanem Zákup. Byl německé národnosti a Němcům, tvořících v Zákupech naprostou většinu, svými rozhodnutími napomáhal. Jsou známá jeho protičeská rozhodnutí v letech 1918–1919.
Starostou se poté stal jeho nejstarší stejnojmenný syn, který na svůj post rezignoval 18. března 1938.

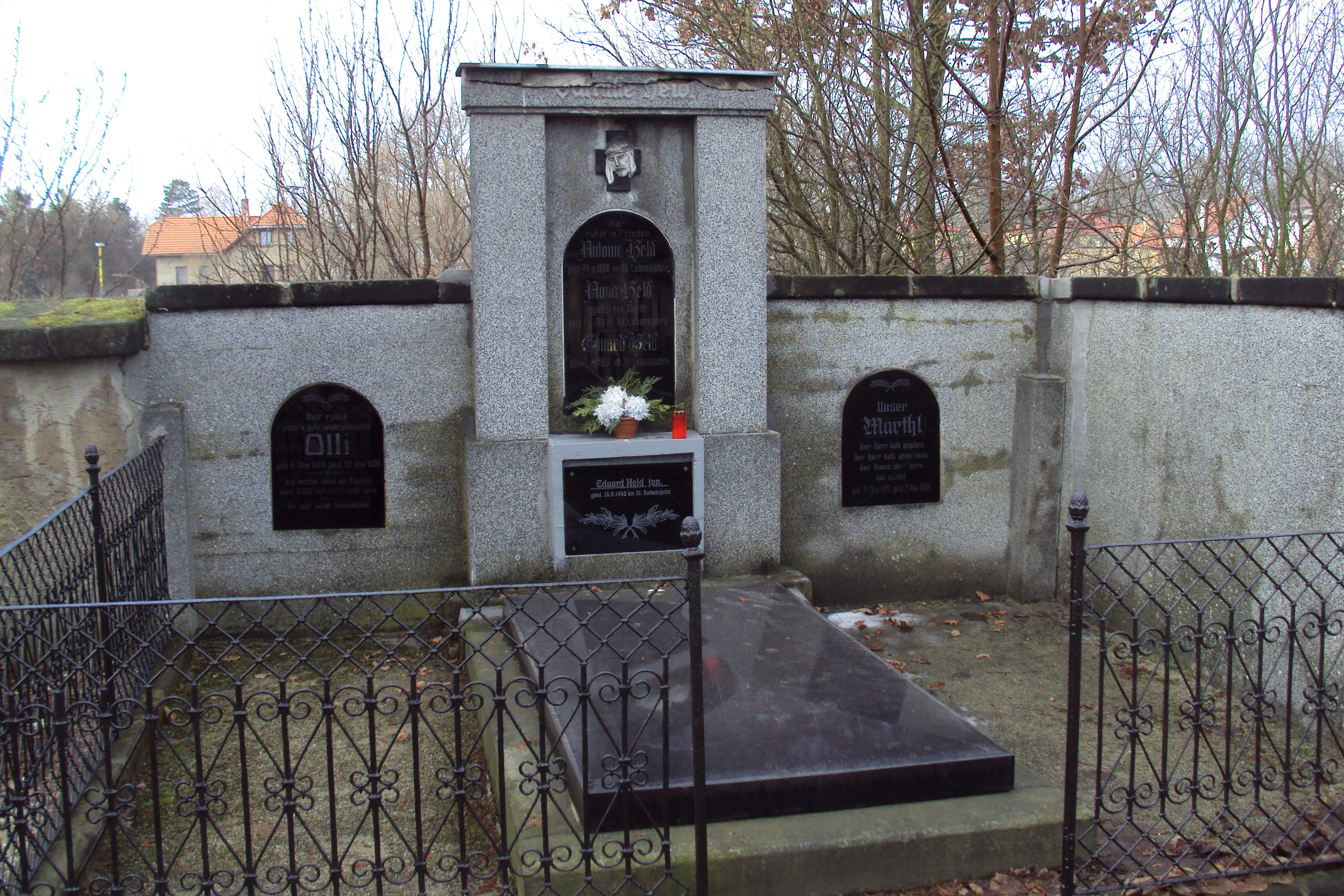
Rodinný hrob rodiny Heldů v Zákupech

## Rodina

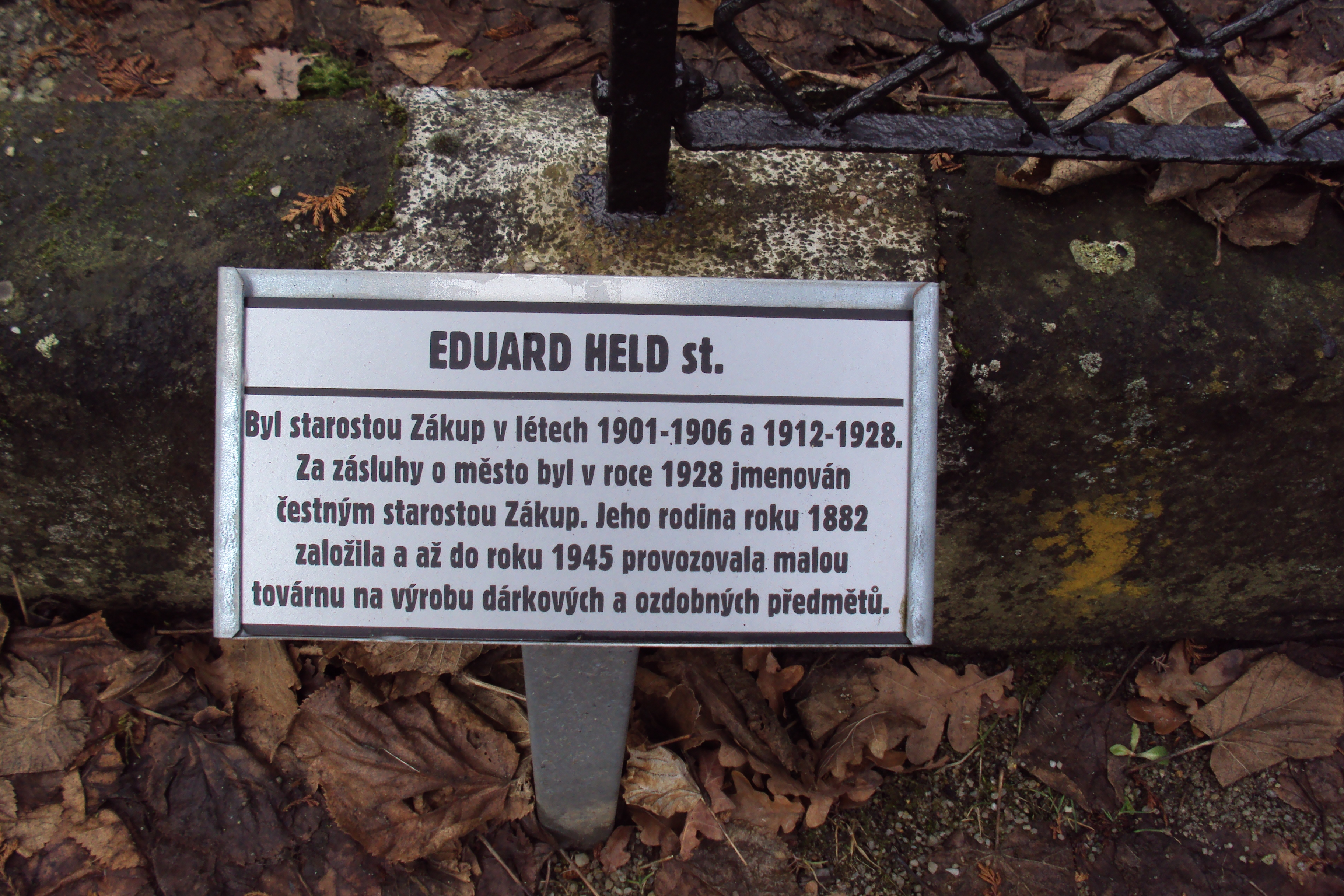
Deska u rodinného hrobu, hřbitov v Zákupech

Eduard Held je pohřben na zákupském hřbitově v dodnes zachovalém rodinném hrobě. Dožil se 73 let. Spolu s ním jsou zde pohřbeni např. Eduard Held jun. (také starosta), který zde byl pochován 14. února 1945 ve věku 51 let. Zemřel na infarkt den po náletu na Drážďany. Dále Antonie Heldová, která se dožila 96 let a zemřela 30. 3. 1898, Anna Heldová zemřela dle údajů na náhrobní desce 1. 7. 1911 ve věku 46 let.